# Rain (Band)
Rain war eine Post-Hardcore-Band aus Washington, D.C. / USA.

## Geschichte
Die Band entstand im Zuge bzw. nach der als Revolution Summer eingegangenen Entwicklung im Washington, D.C. Hardcore, die vor allem Post-Hardcore und Proto-Emo-Bands wie Embrace, Rites of Spring, Fire Party und Andere hervorbrachte. Die Gruppe gehörte zu den wichtigsten Bands der zweiten Welle des Revolution Summer.
So waren die Mitglieder der Band, allen voran Bert Queiroz, der schon bei den Untouchables und Youth Brigade gespielt hatte, schon vorher Teil der Hardcore-Punk-Szene der Hauptstadt gewesen.
Nachdem die Band einige Konzerte im Washingtoner Umland und den USA gespielt hatte, wurden 1986 und 1987 einige Songs aufgenommen, wovon Worlds at War 1989 auf dem Dischord-Sampler State of Union veröffentlicht wurde. 1990 wurde dann eine EP mit dem Namen La cache qui rit herausgebracht – die einzige reguläre Platte der Band.
In dieser Zeit löste sich die Band auch endgültig auf. Eli Janney und Scott McCloud spielten danach bei Girls Against Boys, Bert Queiroz spielte bei Manifesto und Thunderball, Joh Kirschten bei Special K und Las Mardidas.

## Stil
Der Sound der Band ist typisch für den Mitte der 80er entstehenden Post-Hardcore und Emo im Washingtoner Hardcore. Vergleichbar ist die Gruppe durch den noch stärker Hardcore-Punk-lastigen Sound eher mit Rites of Spring oder Dag Nasty als etwa mit den ruhigeren Fugazi.
In einem Text wird die Band wie folgt beschrieben:

“Rain ist sehr viel rauer und hardcoriger als die meisten der neuen DC-Bands, man fühlt sich an die Dischordphase Mitte der 80er erinnert (beispielsweise an die erste Dag-Nasty-LP). Trotzdem ist die Musik nicht einfach oder banal, alle Songs sind mehr oder minder genial strukturiert, und die Melodien sind zum Teil echte Ohrwürmer.
”

## Diskografie

### Alben/Sonstiges
- Demo Recording (1986, self-released)
- La Vache Qui Rit, 12″ (1990, Peterbilt Records)

### Samplerbeiträge
- State of Union (1989, Dischord Records)